# Saison 2019-2020 de l'Union Bordeaux Bègles
Cette page présente la saison 2019-2020 de l'Union Bordeaux Bègles en Top 14 et en Challenge européen.

## Entraîneurs
- Christophe Urios : Manager général
- Frédéric Charrier : trois-quarts et attaque
- Julien Laïrle : avants et défense
- Jean-Baptiste Poux : mêlée
- Heini Adams : skills

## La saison
La saison est marquée par une suspension du championnat à partir du 13 mars après le début de la propagation de la pandémie de Covid-19 en France. Le 30 avril, la LNR propose l'arrêt définitif du championnat, après une réunion extraordinaire organisée la veille avec tous les membres du bureau exécutif et les présidents de clubs. Par conséquent, le titre national n'est pas attribué et aucune promotion, ni relégation n'est promulguée, à l'issue de cette édition ; la décision est définitivement approuvée par le comité directeur de la LNR le 2 juin.

## Effectif 2019-2020
| Nom                      | Poste            | Naissance         | Nationalité sportive | Sélections | Dernier club                 | Arrivée au club (année) |
| ------------------------ | ---------------- | ----------------- | -------------------- | ---------- | ---------------------------- | ----------------------- |
| Enzo Baggiani            | Pilier           | 12 juin 2000      | France               | -          | Formé au club                | 2019                    |
| Vadim Cobîlaș            | Pilier           | 30 juillet 1983   | Moldavie             |            | Sale Sharks                  | 2016                    |
| Laurent Delboulbès       | Pilier           | 17 novembre 1986  | France               | -          | RC Toulon                    | 2018                    |
| Zakaria El Fakir         | Pilier           | 29 janvier 1997   | France               | -          | AS Béziers                   | 2019                    |
| Lekso Kaulashvili        | Pilier           | 27 août 1992      | Géorgie              | -          | Stade rochelais              | 2018                    |
| Thierry Païva            | Pilier           | 19 novembre 1995  | France               | -          | US Carcassonne               | 2017                    |
| Jefferson Poirot         | Pilier           | 1er novembre 1992 | France               |            | CA Brive                     | 2012                    |
| Peni Ravai               | Pilier           | 16 juin 90        | Fidji                |            | Stade aurillacois            | 2017                    |
| Lasha Tabidze            | Pilier           | 4 juillet 1997    | Géorgie              |            | Formé au club                | 2017                    |
| Florian Dufour           | Talonneur        | 19 octobre 1997   | France               | -          | SU Agen                      | 2017                    |
| Clément Maynadier        | Talonneur        | 11 octobre 1988   | France               |            | SC Albi                      | 2013                    |
| Adrien Pélissié          | Talonneur        | 7 août 1990       | France               |            | Stade aurillacois            | 2017                    |
| Clément Renaud           | Talonneur        | 3 janvier 2000    | France               | -          | Formé au club                | 2019                    |
| Cyril Cazeaux            | Deuxième ligne   | 10 février 1995   | France               | -          | US Dax                       | 2015                    |
| Kane Douglas             | Deuxième ligne   | 1er juin 1989     | Australie            |            | Queensland Reds              | 2018                    |
| Alexandre Flanquart      | Deuxième ligne   | 9 octobre 1989    | France               |            | Stade français               | 2019                    |
| Jandré Marais            | Deuxième ligne   | 14 juin 1989      | Afrique du Sud       | -          | Sharks                       | 2013                    |
| Masalosalo Tutaia        | Deuxième ligne   | 5 juin 1984       | Samoa                |            | USA Perpignan                | 2013                    |
| Adrien Vigne             | Deuxième ligne   | 14 octobre 1998   | France               | -          | AS Béziers                   | 2017                    |
| Marco Tauleigne          | Troisième ligne  | 30 août 1993      | France               |            | CS Bourgoin-Jallieu          | 2013                    |
| Scott Higginbotham       | Troisième ligne  | 5 septembre 1986  | Australie            |            | Queensland Reds              | 2019                    |
| Sacha Gué                | Troisième ligne  | 19 juin 2000      | France               | -          | Formé au club                | 2019                    |
| Alexandre Roumat         | Troisième ligne  | 27 juin 1997      | France               | -          | Biarritz olympique           | 2017                    |
| Cameron Woki             | Troisième ligne  | 7 novembre 1998   | France               | -          | RC Massy                     | 2017                    |
| Pierre-Olivier Batangken | Troisième ligne  | 10 février 1999   | France               | -          | Formé au club                | 2019                    |
| Mahamadou Diaby          | Troisième ligne  | 15 août 1990      | France               | -          | FC Grenoble                  | 2017                    |
| Afa Amosa                | Troisième ligne  | 11 octobre 1990   | Samoa                |            | Stade rochelais              | 2018                    |
| Beka Gorgadze            | Troisième ligne  | 8 février 1996    | Géorgie              |            | Stade montois                | 2018                    |
| Baptiste Germain         | Demi de mêlée    | 21 novembre 2000  | France               | -          | Formé au club                | 2019                    |
| Jules Gimbert            | Demi de mêlée    | 2 mars 1998       | France               | -          | Formé au Club                | 2017                    |
| Yann Lesgourgues         | Demi de mêlée    | 17 janvier 1991   | France               | -          | Biarritz Olympique           | 2014                    |
| Maxime Lucu              | Demi de mêlée    | 12 janvier 1993   | France               | -          | Biarritz olympique           | 2019                    |
| Ben Botica               | Demi d'ouverture | 7 octobre 1989    | Nouvelle-Zélande     | -          | Oyonnax rugby                | 2019                    |
| Simon Desaubies          | Demi d'ouverture | 30 novembre 1999  | France               | -          | Formé au club                | 2019                    |
| Matthieu Jalibert        | Demi d'ouverture | 6 novembre 1998   | France               |            | Formé au Club                | 2017                    |
| Lucas Méret              | Demi d'ouverture | 30 janvier 1995   | France               | -          | Soyaux Angoulême XV Charente | 2018                    |
| Jean-Baptiste Dubié      | Centre           | 16 juillet 1989   | France               | -          | Stade montois                | 2015                    |
| Rémi Lamerat             | Centre           | 14 janvier 1990   | France               |            | ASM Clermont Auvergne        | 2019                    |
| Semi Radradra            | Centre           | 13 juin 1992      | Fidji                |            | RC Toulon                    | 2018                    |
| Ulupano Seuteni          | Centre           | 9 décembre 1993   | Samoa                |            | Oyonnax rugby                | 2018                    |
| Blair Connor             | Ailier           | 29 septembre 1988 | Australie            | -          | Reds                         | 2010                    |
| Santiago Cordero         | Ailier           | 6 décembre 1993   | Argentine            |            | Exeter Chiefs                | 2019                    |
| Nicolas Plazy            | Ailier           | 17 mai 1994       | France               | -          | Colomiers rugby              | 2018                    |
| Seta Tamanivalu          | Ailier           | 23 juillet 1992   | Nouvelle-Zélande     |            | Crusaders                    | 2018                    |
| Romain Buros             | Arrière          | 31 juillet 1997   | France               | -          | Section paloise              | 2018                    |
| Geoffrey Cros            | Arrière          | 8 mars 1997       | France               | -          | Tarbes PR                    | 2016                    |
| Nans Ducuing             | Arrière          | 6 novembre 1991   | France               |            | USA Perpignan                | 2015                    |
| Alexandre Borie          | Arrière          | 30 mars 2002      | France               | -          | Formé au club                | 2019                    |

## Calendrier et résultats

### Matchs amicaux
- 3 août : Union Bordeaux Bègles - RC Toulon :  39-14
- 10 août : Biarritz Olympique - Union Bordeaux Bègles :  19-54
- 16 août :  Union Bordeaux Bègles - CA Brive :  27-28

### Top 14
| - Union Bordeaux Bègles - Stade toulousain : 30-25 - Union Bordeaux Bègles - RC Toulon : 34-12 - Castres olympique - Union Bordeaux Bègles : 32-34 - Union Bordeaux Bègles - Stade français : 52-3 - Montpellier HR - Union Bordeaux Bègles : 17-17 - Lyon OU - Union Bordeaux Bègles : 25-23 - Union Bordeaux Bègles - ASM Clermont : 42-15 - Club athlétique Brive- Union Bordeaux Bègles : 30-9 - Union Bordeaux Bègles - SU Agen : 23-0 - Racing 92 - Union Bordeaux Bègles : 30-34 - Union Bordeaux Bègles - Stade rochelais : 20-15 - Section paloise - Union Bordeaux Bègles : 23-27 - Union Bordeaux Bègles - Aviron bayonnais : 22-3 | - Stade toulousain - Union Bordeaux Bègles : 22-14 - Union Bordeaux Bègles - Lyon OU : 37-19 - ASM Clermont - Union Bordeaux Bègles : 22-31 - Union Bordeaux Bègles - Castres olympique : 26-24 - Stade rochelais - Union Bordeaux Bègles : N'a pas été joué - Union Bordeaux Bègles - Montpellier HR : N'a pas été joué - SU Agen - Union Bordeaux Bègles : N'a pas été joué - Union Bordeaux Bègles - Racing 92 : N'a pas été joué - Aviron bayonnais - Union Bordeaux Bègles : N'a pas été joué - Stade français - Union Bordeaux Bègles : N'a pas été joué - Union Bordeaux Bègles - Club athlétique Brive : N'a pas été joué - RC Toulon - Union Bordeaux Bègles : N'a pas été joué - Union Bordeaux Bègles - Section paloise : N'a pas été joué |

#### Phase qualificative: évolution du classement
Le graphique qui aurait dû être présenté ici ne peut pas être affiché car il utilise l'ancienne extension Graph, désactivée pour des questions de sécurité. Des indications pour créer un nouveau graphique avec la nouvelle extension Chart sont disponibles ici.

#### Phase qualificative: classement final au 1er mars 2020
| Rang | Club                  | J  | V  | N | D  | Bo | Bd | Pm  | Pe  | Diff | Pts |
| ---- | --------------------- | -- | -- | - | -- | -- | -- | --- | --- | ---- | --- |
| 1    | Union Bordeaux Bègles | 17 | 13 | 1 | 3  | 6  | 1  | 475 | 317 | +158 | 61  |
| 2    | Lyon OU               | 17 | 12 | 0 | 5  | 5  | 0  | 463 | 304 | +159 | 53  |
| 3    | Racing 92             | 17 | 9  | 1 | 7  | 5  | 3  | 451 | 324 | +127 | 46  |
| 4    | RC Toulon             | 17 | 9  | 2 | 6  | 3  | 1  | 386 | 334 | +52  | 44  |
| 5    | Stade rochelais       | 17 | 9  | 0 | 8  | 3  | 3  | 370 | 377 | -7   | 42  |
| 6    | ASM Clermont          | 17 | 10 | 0 | 7  | 1  | 0  | 423 | 415 | +8   | 41  |
| 7    | Stade toulousain (T)  | 17 | 8  | 1 | 8  | 4  | 2  | 368 | 331 | +37  | 40  |
| 8    | Montpellier HR        | 17 | 6  | 3 | 8  | 2  | 5  | 404 | 390 | +14  | 37  |
| 9    | Aviron bayonnais (P)  | 17 | 7  | 1 | 9  | 0  | 3  | 327 | 409 | -82  | 33  |
| 10   | Castres olympique     | 17 | 7  | 0 | 10 | 3  | 2  | 392 | 460 | -68  | 33  |
| 11   | CA Brive (P)          | 17 | 7  | 1 | 9  | 1  | 2  | 364 | 439 | -75  | 33  |
| 12   | Section paloise       | 17 | 6  | 0 | 11 | 0  | 4  | 334 | 414 | -80  | 28  |
| 13   | SU Agen               | 17 | 5  | 1 | 11 | 0  | 4  | 323 | 404 | -81  | 26  |
| 14   | Stade français Paris  | 17 | 5  | 1 | 11 | 0  | 3  | 328 | 488 | -160 | 25  |

### Challenge européen
Phase qualificative :
| - Union Bordeaux Bègles - Wasps : 40-30 - Édimbourg Rugby - Union Bordeaux Bègles : 16-16 - SU Agen - Union Bordeaux Bègles : 3-73 | - Union Bordeaux Bègles - SU Agen : 33-6 - Union Bordeaux Bègles - Édimbourg Rugby : 32-17 - Wasps - Union Bordeaux Bègles : 0-27 |

Classement
| Rang | Équipe                | J | V | N | D | Em | Ee | Bo | Bd | Pm  | Pe  | Diff | Pts |
| ---- | --------------------- | - | - | - | - | -- | -- | -- | -- | --- | --- | ---- | --- |
| 1    | Union Bordeaux Bègles | 6 | 5 | 1 | 0 | 28 | 6  | 4  | 0  | 221 | 72  | +149 | 26  |
| 2    | Édimbourg Rugby       | 6 | 4 | 1 | 1 | 16 | 9  | 3  | 0  | 140 | 85  | +55  | 21  |
| 3    | Wasps                 | 6 | 2 | 0 | 4 | 18 | 15 | 2  | 1  | 141 | 145 | -4   | 11  |
| 4    | SU Agen               | 6 | 0 | 0 | 6 | 6  | 36 | 0  | 0  | 57  | 257 | -200 | 0   |

Phase finale
- Quart de finale : Union Bordeaux Bègles - Édimbourg Rugby : n'a pas été joué, reporté à l'automne 2021.

## Statistiques

### Championnat de France
Meilleurs réalisateurs
| Rang | Joueur   | Poste | Points | Essais | Transf. | Pén. | Drops |
| ---- | -------- | ----- | ------ | ------ | ------- | ---- | ----- |
| 1    | Jalibert | 10    | 97     | 4      | nd      | nd   | nd    |
| 2    | Botica   | 10    | 81     | 0      | nd      | nd   | nd    |
| 3    | Cordero  | 9     | 25     | 5      | 0       | 0    | 0     |

Meilleurs marqueurs
| Rang | Joueur       | Poste  | Essais |
| ---- | ------------ | ------ | ------ |
| 1    | Cordero      | ailier | 5      |
| 2    | Jalibert     | 10     | 4      |
| 2    | Lesgourgues  | 9      | 4      |
| 4    | Higginbotham | 8      | 3      |
| 4    | Lamerat      | centre | 3      |

### Coupe d'Europe
Meilleurs réalisateurs
| Rang | Joueur     | Poste   | Points | Essais | Transf. | Pén. | Drops |
| ---- | ---------- | ------- | ------ | ------ | ------- | ---- | ----- |
| 1    | Jalibert   | 10      | 58     | 1      | 16      | 7    | -     |
| 2    | Botica     | 10      | 19     | -      | 8       | 1    | -     |
| 3    | Cros       | Arrière | 15     | 3      | -       | -    | -     |
| 3    | Tamanivalu | Ailier  | 15     | 3      | -       | -    | -     |

Meilleurs marqueurs
| Rang | Joueur       | Poste           | Essais |
| ---- | ------------ | --------------- | ------ |
| 1    | Cros         | Arrière         | 3      |
| 2    | Tamanivalu   | Centre          | 3      |
| 2    | Buros        | Arrière         | 2      |
| 4    | Lesgourgues  | 9               | 2      |
| 4    | Cordero      | Ailier          | 2      |
| 4    | Radradra     | Centre          | 2      |
| 4    | Gorgadze     | Troisième ligne | 2      |
| 4    | Ducuing      | Arrière         | 2      |
| 9    | Higginbotham | Troisième ligne | 1      |
| 9    | Tauleigne    | Troisième ligne | 1      |
| 9    | Kaulashvili  | Pilier          | 1      |
| 9    | Paiva        | Pilier          | 1      |
| 9    | Dubie        | Centre          | 1      |
| 9    | Germain      | 9               | 1      |
| 9    | Maynadier    | Talonneur       | 1      |
| 9    | Ravai        | Pilier          | 1      |
| 9    | Seuteni      | Centre          | 1      |